# 西和消防組合
西和消防組合（せいわしょうぼうくみあい）はかつて存在した奈良県生駒郡平群町、三郷町、斑鳩町、安堵町及び北葛城郡上牧町、王寺町、河合町の7町により組織された消防組合である。消防本部は王寺町に置かれていた。奈良県広域消防組合に統合し解散した。

## 概要
- 消防本部：奈良県北葛城郡王寺町王寺1-1-3
- 管内面積：72.71km2
- 職員定数：179人
- 消防署1カ所
- 主力機械（2009年4月1日現在）
  - 普通消防ポンプ自動車：4
  - 水槽付消防ポンプ自動車：1
  - はしご付消防自動車：1
  - 化学消防自動車：1
  - 救急自動車：5
  - 指揮車：2
  - 救助工作車：1
  - 小型動力ポンプ：11
  - 広報車：1
  - 資機材搬送車：1
  - その他車両：1

## 沿革
- 1977年9月1日 – 西和消防組合を設立。
- 1978年4月1日 – 業務を開始。
- 1979年4月1日 – 北分署と東分署の業務を開始。
- 1980年4月1日 – 南分署の業務を開始。
- 2014年4月1日 - 奈良県広域消防組合に統合し解散した[1][2][3]。

## 消防署
| 消防署     | 住所                    | 分署                                                                                           |
| ---------- | ----------------------- | ---------------------------------------------------------------------------------------------- |
| 西和消防署 | 北葛城郡王寺町王寺1-1-3 | 北：生駒郡平群町大字梨本376 東：生駒郡安堵町東安堵字番条垣内957 南：北葛城郡上牧町桜ヶ丘2-20-1 |